# Lalandelle
Lalandelle település Franciaországban, Oise megyében. Lakosainak száma 521 fő (2022. január 1.). Lalandelle Le Coudray-Saint-Germer, Espaubourg, Flavacourt, Labosse, Ons-en-Bray, Saint-Aubin-en-Bray és Le Vauroux községekkel határos.

## Népesség
A település népességének változása:
| Lakosok száma | 460  | 471  | 477  | 480  | 490  | 501  | 507  | 508  | 521  |
|               | 2013 | 2015 | 2016 | 2017 | 2018 | 2019 | 2020 | 2021 | 2022 |